# 小行星7636
小行星7636（7636 Comba）是一颗绕太阳运转的小行星，为主小行星带小行星。该小行星于1984年2月5日发现。

## 轨道参数
小行星7636的轨道半长轴为2.6007178 UA，离心率为0.082。